# Severočeská filharmonie Teplice
Severočeská filharmonie Teplice je profesionální symfonický orchestr, který sídlí v Teplicích v Ústeckém kraji. Orchestr byl založen v roce 1838.

## Historie
Zakládací listina a úřední schválení orchestru nese letopočet 1838. Od konce 19. století uváděl orchestr pravidelné cykly symfonické hudby v provedení nejžádanějších dirigentů a sólistů té doby. Koncertovali zde největší osobnosti světové hudby, např. dirigenti Eugen d'Albert], Richard Strauss, klavíristé Ferruccio Busoni, Conrad Ansorge, Emil Sauer, Ernö Dohnányi, Frederic Lamond, houslisté Pablo de Sarasate, Eugéne Ysaÿe, Bronislav Huberman, Fritz Kreisler, Alexander Pečnikov, Henri Marteau, violoncellisté David Popper, Julius Klengel, Hugo Becker, Anton Hekking, pěvkyně Lilli Lehmannová, Ernestina Schumann-Heinkeová a mnoho dalších. V létě absolvoval orchestr okolo 150 lázeňských a 18 symfonických koncertů a v zimní sezóně cykly vážné symfonické hudby. Řídí je kromě hudebního ředitele Willeho hostující dirigenti, mezi nimi např. Siegfried Wagner, Alexander Zemlinsky nebo Felix Weingartner. Vystupovali zde i všichni velcí čeští houslisté počínaje Josefem Slavíkem a konče Janem Kubelíkem. Činnost městského orchestru skončila koncem druhé světové války v souvislosti s uzavřením městského německého divadla.
V roce 1948 vzniklo nové hudební těleso - Městský lázeňský orchestr. Postupně se zde vystřídala celá řada dirigentů, např. Miloslav Bervíd, Bohumil Berka, Martin Turnovský, Libor Pešek a Vladimír Válek. V roce 1972 přišel na místo ředitele a šéfdirigenta Jaroslav Soukup. Rozšířil početní stav orchestru, který od roku 1979 nesl název Severočeská státní filharmonie. Po listopadových událostech roku 1989 se ujal šéfdirigentského místa Jan Štván a od roku 1991 Tomáš Koutník. Pod jeho taktovkou dochází k natočení všech symfonií Franze Schuberta na 4 CD. V létě roku 1997 odchází z Teplic šéfdirigent Tomáš Koutník, nicméně období jeho působení v Teplicích je příznivci orchestru i veřejností považováno za významnou éru SČF.
Rovnocennou náhradou za odstupujícího šéfdirigenta se stává od července 1997 mladý kanadský dirigent Charles Olivieri-Munroe, přicházející ze Státní filharmonie Brno. Nová dramaturgie, srozumitelná a přístupná širokým vrstvám posluchačů, přináší naprostý zvrat v návštěvnosti abonentních koncertů. Charles Olivieri-Munroe přivádí do Teplic řadu významných světových umělců, včetně monacké princezny, klavíristky Caroline Murat. Tato spolupráce vyvrcholila v roce 1999 koncertem v Monte Carlu za přítomnosti mnoha významných světových osobností společenského života. Na tomto koncertě, jehož výtěžek byl věnován Weizmannově nadaci, vystoupil i světově proslulý houslista Maxim Vengerov. Šéfdirigent SČF Charles Olivieri-Munroe je zván na prestižní koncertní pódia po celém světě. Diriguje přední orchestry a zdokonaluje svou dirigentskou činnost, která vyvrcholila v květnu 2000, kdy získává 1. cenu v dirigentské soutěži Pražské jaro.
Od roku 2001 Severočeská filharmonie Teplice výrazně rozšířila své zahraniční i tuzemské aktivity. Během roku 2004 absolvovali tepličtí filharmonikové 140 koncertů, z toho 52 v zahraničí. Více než 400 000 posluchačů v Německu, Itálii, Rakousku, Španělsku, Švýcarsku, Monaku, Francii, Belgii, Dánsku, Portugalsku, Chorvatsku, Slovinsku, Maďarsku, Slovensku, Srbsku, na Maltě a dalších zemích, mělo možnost seznámit se se stoupající uměleckou kvalitou orchestru. Zahraniční kritiky vyzdvihovaly především mladé obsazení orchestru, souhru a celkový umělecký dojem. Filharmonie začíná působit ve významných evropských centrech, např. v Mnichově, Berlíně, Basileji, Paříži, Valencii, Lisabonu, Bělehradě, Budapešti, Záhřebu, Ljubljani, Bordeaux, Toulouse, Grenoblu, Madridu, Vallettě a dalších městech. Úspěchy v zahraničí následně přinášejí nová pozvání ke koncertní činnosti a prestiž SČF. Pravidelně též účinkuje na významných koncertních pódiích hudebních festivalů, například Pražské jaro, Janáčkův máj, Festival Český Krumlov, Janáčkovy Hukvaldy, Mahler Jihlava Hudba tisíců, Festival Mitte Europa, České doteky hudby aj. Je pravidelným hostem koncertů pražského Rudolfina nebo Obecního domu v Praze a v dalších velkých městech v Čechách i na Moravě. Na podzim roku 2013 absolvovala Severočeská filharmonie Teplice turné do Asie, kde navštívila postupně Vietnam, Kambodžu, Hong Kong, Singapur, Malajsii a Brunej. Koncertovala za přítomnosti velvyslanců, vládních činitelů a královských rodin například v hanojské Opera House, malajském Dewan Filharmonik Petronas v Kuala Lumpur, nebo v kambodžském Phnom Penhu či v brunejském Bandar Seri Begawan. Nicméně těžištěm umělecké působnosti i nadále zůstává činnost pro město a jeho kulturu. Díky bohaté zahraniční spolupráci a díky výborným zahraničním kontaktům s agenturami, může SČF zvát do své domácí dramaturgie řadu vynikajících světových umělců, například Misha Maisky, Sharon Kam, Shlomo Mintz, Kun-woo Paik aj. Zároveň tepličtí filharmonikové nezapomínají ani na mládež a pořádají mnoho koncertů věnovaných právě jim, budoucím abonentům a posluchačům, kteří mají jedinečnou možnost poznat velký symfonický orchestr.
V lednu 2012 nastoupil do funkce hlavního hostujícího dirigenta italský dirigent Alfonso Scarano, který se od října 2013 stává novým šéfdirigentem Severočeské filharmonie Teplice. Společně se v listopadu 2013 představili italskému publiku na prestižním koncertě v Teatro Luciano Pavarotti v Modeně s díly L. Janáčka a P. I. Čajkovského.
Na podzim roku 2013 absolvovala Severočeská filharmonie Teplice turné do Asie, kde navštívila postupně Vietnam, Kambodžu, Malajsii a Brunej. Koncertovala za přítomnosti velvyslanců, vládních činitelů a královských rodin například v hanojské Opera House, malajském Dewan Filharmonik Petronas v Kuala Lumpur, nebo v kambodžském Phnom Penhu či v brunejském Bandar Seri Begawan. Na jaře roku 2017 uskutečnila s velkým úspěchem turné do Jižní Ameriky, kde vystoupila na prestižních pódiích ve městech Santiago de Chile, San Juan, Córdoba, Rosario a Buenos Aires. Od září 2018 je jmenován novým šéfdirigentem Petr Vronský, který přináší do dramaturgie nové prvky s důrazem na českou hudbu.
Těžištěm umělecké působnosti zůstává především činnost pro město a jeho kulturu. Díky bohaté zahraniční spolupráci a díky výborným zahraničním kontaktům s agenturami, může SČF Teplice zvát do své domácí dramaturgie řadu vynikajících světových umělců, jakými jsou například Mischa Maisky, Sharon Kam, Shlomo Mintz, Kun-Woo Paik, nebo doprovázet na koncertních zájezdech světové umělce, kterými byli mimo jiné David Lomelí či José Carreras a další. Zároveň tepličtí filharmonikové nezapomínají ani na mládež a pořádají mnoho koncertů věnovaných právě jim, budoucím abonentům a posluchačům, kteří mají jedinečnou možnost poznat velký symfonický orchestr.
Severočeská filharmonie je zřizována statutárním městem Teplice a je jím zároveň pověřena pořádáním a organizačním zajištěním Hudebního festivalu Ludwiga van Beethovena, který byl založen v roce 1964. Od roku 2004 se tento festival rozšířil z původních 5 koncertů v Teplicích na současných 20 komorních i symfonických koncertů v dalších 10 městech.
Svou bohatou uměleckou činností se Severočeská  filharmonie Teplice stala významnou kulturní institucí kraje, která sdružuje nejlepší profesionální umělce v regionu, a která se nemalou měrou podílí na kulturním životě města Teplic a celého Ústeckého kraje.

## Vedení orchestru

### Ředitelé
- Karl Schmit (1838–1848)
- Franz Lagler (1848–1864)
- Hans Schöttner (1864–1869)
- Karl Peters (1870–1886)
- Karl Wosahlo (1886–1898)
- Franz Zeischka (1898–1906)
- Johannes Reichert (1906–1922)
- Oskar Konrad Wille (1922–1938)
- Bruno Schestak (1938–1945)
- Miloš Sedmidubský (1948–1951)
- Miloslav Bervíd (1951–1956)
- Bohumil Berka (1956–1970)
- Jaroslav Soukup (1972–1990)
- Petr Macek - v zastoupení (1990)
- Tomáš Ondrášek (1990–1992)
- Tomáš Koutník (1992–1995)
- Jiří Malina (1995–2000)
- Roman Dietz (2000–dosud)

### Šéfdirigenti
- Karl Schmit (1838–1848)
- Franz Lagler (1848–1864)
- Hans Schöttner (1864–1869)
- Karl Peters (1870–1886)
- Karl Wosahlo (1886–1898)
- Franz Zeischka (1898–1906)
- Johannes Reichert (1906–1922)
- Oskar Konrad Wille (1922–1938)
- Bruno Schestak (1938–1945)
- Miloš Sedmidubský (1948)
- Bohuš Slezák (1948)
- Josef Hrnčíř (1948–1949)
- Miloslav Bervíd (1949–1956)
- Bohumil Berka (1956–1972)
- Jaroslav Soukup (1972–1989)
- Jan Štván (1989–1991)
- Tomáš Koutník (1991–1997)
- Charles Olivieri-Munroe (1997–2013)
- Alfonso Scarano (2013–2018)
- Petr Vronský (2018–dosud)

### Druzí dirigenti
- Josef Vyskočil (1948–1949)
- Miroslav Lebeda (1949–1953)
- Josef Daniel (1953–1957)
- Boris Masopust (1958–1960)
- Milivoj Uzelac (1961–1962)
- Josef Svoboda (1962–1963)
- Martin Turnovský (1963)
- Libor Pešek (1963–1969)
- Vladimír Válek (1969–1971)
- Bohumil Berka (1972–1985)
- Emil Skoták (1982–1985)
- Jan Štván (1985–1989)
- Jiří Kubík (1990–1993)

### Koncertní mistři
Jaroslav Černý (1948–1950); Oldřich Myler (1950–1952); Jiří Havlíček (1952–1953); Oldřich Myler (1953–1957); Karel Anděl (1957–1960); Karel Šroubek (1961–1965); Jaroslav Podlesný (1966–1968); Vlastimil Prosek (1968–1980); Alois Botha - v zastoupení (1981–1985); Jan Jouza (1985–1987); Alois Botha - v zastoupení (1987–1990); Naďa Slavíčková (1990–dosud); Eva Zrostlíková (2019–dosud).

## Orchestr

### 1. housle
Naděžda Slavíčková (koncertní mistr), Eva Zrostlíková (koncertní mistr), Jan Zrostlík (zástupce koncertního mistra), Robert Galyáš (zástupce koncertního mistra), Tatiana Badian, Irena Dietzová, Šárka Karasová, Blanka Koňáková, Jiří Kuchválek, Štěpánka Ordošová, Martina Prosková, Armen Sargsyan, Marta Schäferová, Lenka Šimonová, Martina Šímová, Monika Zimanyi, Petr Zimanyi

### 2. housle
Tomáš Olšer (vedoucí skupiny), Milan Galyáš (zástupce vedoucího skupiny), David Pospíšil (zástupce vedoucího skupiny), David Danel, Zdeněk Ferenc, Štěpánka Hrůzová, Ludmila Kavanová, Karolína Kocnová, Eliška Krčková, Luděk Kusý, Evžen Šubrt, Dana Todtová

### violy
Pavel Beran (vedoucí skupiny), Vendula Svobodová (zástupce vedoucího skupiny), Marie Doskočilová, Václava Machová, Irena Kirsová, Anna Kleknerová, Petr Pospíšil, Jiří Žigmund

### violoncella
Jana Podolská ( koncertní mistr), Vojtěch Čermák (zástupce koncertního mistra), Evelyn Aguirre-Araya, Olga Baroš, Alena Kramerová, Marek Vancl, Jana Vintrová, Eliška Vlasáková, Radko Živkov

### kontrabasy
Martin Suske (vedoucí skupiny), Radim Sanktus (zástupce vedoucího skupiny), Zdeněk Vaník, Robert Redlich, Jan Doskočil, Jiří Malina

### harfa
Lukáš Dobrodinský

### flétny
Anna Nešverová (vedoucí skupiny), Martin Zuber (zástupce vedoucího skupiny), Barbora Dušková, Lenka Haunerová, Martin Kůda 

### hoboje
Blažena Vinšová (vedoucí skupiny), Miroslava Ladová (zástupce vedoucího skupiny), Martin Beneš, František Bublík, Jana Nygrýnová

### klarinety
František Kolařík (vedoucí skupiny), Petr Kubík (zástupce vedoucího skupiny), Hana Bahníková, Lukáš Čajka, Zuzana Čajková

### fagoty
Ladislav Bubeníček (vedoucí skupiny), Pavel Ulman (zástupce vedoucího skupiny), Tereza Krátká, Radovan Skalický

### trubky
Vít Kareš (vedoucí skupiny), Karel Vencour (zástupce vedoucího skupiny), Karel Kála, Jan Červenka

### lesní rohy
Pavel Staněk (vedoucí skupiny), Andej Trepalin (zástupce vedoucího skupiny), Jaroslav Keller, Michaela Pospíšilová, Jan Karas, Barbora Šimůnková, Blanka Vojtíšková

### pozouny
Michal Černý (vedoucí skupiny), Miroslav Růžička, Matyáš Elis, Petr Stočes, Daniel Joneš (zástupce vedoucího skupiny)

### tuba
Milan Podolský

### bicí
Libuše Šperková (vedoucí skupiny), Michal Martinec (zástupce vedoucího skupiny), Jiří Cikryt, Václav Jareš, Barbora Šindelářová

### archiv
Květoslav Moucha

### technika
Martin Markowicz, Michal Martinec, Pavel Staněk